# Fodé Sylla (football)
Pour les articles homonymes, voir Fodé Sylla et Sylla.
Fodé Sylla, né le 16 avril 2006 à Saint-Quentin (France), est un footballeur franco-guinéen évoluant au poste de milieu défensif au RC Lens.

## Biographie

### En club

#### Formation au RC Lens
Natif de Saint-Quentin dans l'Aisne, Fodé Sylla grandit à Roubaix, en banlieue lilloise, où il commence à jouer au football à l'âge de 6 ans. D'abord licencé au Roubaix Omnisports, le club de son quartier, il est rapidement envoyé au RC Lens en 2014 et y suit quelques années plus tard une préformation et une formation professionnelles qui s'avèrent concluantes,.  
Le 14 juin 2023, Fodé Sylla signe son premier contrat professionnel avec son club formateur. Le 20 août 2023, il fait sa première apparition sur le banc du RC Lens lors d'un match de Ligue 1 face au Stade rennais (1-1).   

#### Prêt en Suisse
Le 11 juillet 2024, Fodé Sylla se voit prêté sans option d'achat au sein du club suisse de l'Yverdon-Sport Football Club afin d'accumuler du temps de jeu. Le 20 juillet 2024, il dispute son premier match professionnel lors de la première journée de Super League face au FC Zürich. Yverdon s'inclinera sur le score de 2-0. 

### En sélection

#### Equipe de France U-16
Fodé Sylla commence sa carrière internationale le 21 septembre 2021, sous le maillot de l'équipe de France des moins de 16 ans. Sous les ordres de Jean-Luc Vannuchi, il joua son premier match face aux Pays de Galles soldé par une victoire écrasante 5-0. Le 17 mars 2022, il joua son premier match en tant que capitaine de sa sélection lors d'un match face au Luxembourg conclu par une victoire 3-1. 

#### Equipe de France U-17
Le 28 septembre 2022, il joua son premier match avec l'équipe de France des moins de 17 ans. Comme une coïncidence, ce fut une nouvelle fois contre le Pays de Galles. Les français s'imposèrent 2-0 à la fin de la rencontre. Pour sa première sélection, il fut directement promulgué capitaine de son équipe. Le 2 mai 2023, il est convoqué parmi 21 joueurs pour disputer le Championnat d'Europe 2023. Les Bleuets finirent vice-champion d'Europe en s'inclinant au tirs-au-but face à l'Allemagne. Le 31 octobre 2023, il est de nouveau convoqué parmi une liste 21 joueurs pour participer à la Coupe du monde 2023. La France arrivera en finale, et s'inclinera de nouveau aux tirs-au-but face aux Allemands. 

#### Equipe de France U-18
Le 6 septembre 2023, il joua son premier match avec l'équipe de France des moins de 18 ans face à l'Angleterre. Les français s'imposèrent sur un score de 2-0 à l'issue de la rencontre. 

#### Equipe de France U-19
Le 5 septembre 2024, il joua son premier match avec l'équipe de France des moins de 19 ans face à l'Irlande. Les français s'imposèrent 2-1 à l'issue de la rencontre. Le 13 novembre, il marque son premier but lors d'une victoire écrasante contre le Liechtenstein 7-0.  

## Palmarès

### En sélection
Avec l'équipe de France des moins de 17 ans : 
- Vice-champion d'Europe en 2023
- Vice-champion du monde en 2023